# Vesperae solennes de Dominica
Vesperae solennes de Dominica, K. 321, è una composizione corale di musica sacra, scritta da Wolfgang Amadeus Mozart nel 1779. È composta per coro SATB, solisti, due violini, due trombe, tre tromboni, due timpani e basso continuo (fagotto e organo).
Fu composta a Salisburgo su commissione dell'arcivescovo Hieronimus von Colloredo per uso liturgico nella cattedrale della città. Il titolo "de Dominica" indica che l'opera fu concepita per esecuzione nei servizi liturgici domenicali. Nel 1780, Mozart avrebbe composto un'altra opera per i vespri solenni, Vesperae solennes de confessore, che avrebbe condiviso molte caratteristiche con questa composizione.

## Struttura
La composizione è suddivisa in sei movimenti, di cui cinque salmi e un Magnificat. Il Gloria conclude tutti i movimenti, ciascuno ricapitolando il tema di apertura. I primi tre salmi sono segnati da uno stile vigoroso ed esuberante, in contrasto con il rigoroso contrappunto del Laudate pueri a cappella. Il Laudate Dominum è impostato come un'aria per soprano solista con organo obbligato, mentre il Magnificat si apre con un tempo maestoso e moderato, per poi tornare al tempo più vigoroso dei primi tre salmi.
1. Dixit dominus Allegro vivace, Do maggiore, 4/4
2. Confitebor Allegro, Mi minore, 3/4
3. Beatus vir Allegro, Si bemolle maggiore, 4/4
4. Laudate pueri Fa maggiore, 2/2
5. Laudate Dominum Allegro, La maggiore, 3/4
6. Magnificat Adagio maestoso, Do maggiore, 4/4
"Et exultavit" Allegro, Do maggiore, 4/4